# ノジリマイシン
ノジリマイシン（英語: nojirimycin）は、抗生物質およびグリコシダーゼの酵素阻害剤である。ノジリマイシンとその誘導体は主にストレプトマイセス属の種（しゅ）から得られる。化学的には、イミノ糖である。

## 誘導体
- 1-デオキシノジリマイシン
- ミガーラスタット（英語版）（1-デオキシガラクトノジリマイシン） - ファブリー病治療薬